# Ejido Poblado Atenquique
Ejido Poblado Atenquique är en ort i Mexiko.   Den ligger i kommunen Tuxpan och delstaten Jalisco, i den södra delen av landet, 500 km väster om huvudstaden Mexico City. Ejido Poblado Atenquique ligger 1 869 meter över havet och antalet invånare är 110.
Terrängen runt Ejido Poblado Atenquique är kuperad österut, men västerut är den bergig. Terrängen runt Ejido Poblado Atenquique sluttar österut. Runt Ejido Poblado Atenquique är det ganska tätbefolkat, med 78 invånare per kvadratkilometer. Närmaste större samhälle är Ciudad Guzmán, 16,4 km norr om Ejido Poblado Atenquique. Omgivningarna runt Ejido Poblado Atenquique är en mosaik av jordbruksmark och naturlig växtlighet.